# Дігеніс Акрітас

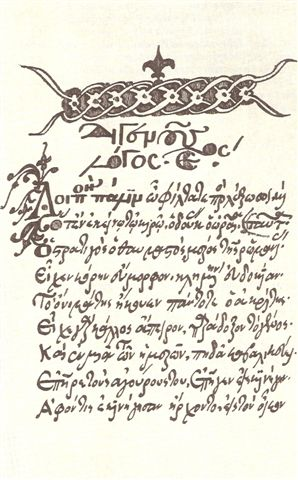
Рукопис «Дігеніс Акрітас»

'Дигеніс Акритас' (грец. Διγενής Ακρίτας), також Дигеніс Акрит — середньогрецька (візантійська) епічна поема про життя і подвиги легендарного героя акрита Дигеніса в боротьбі з арабами, заснована на історичній реальності. Час створення точно не визначено, фольклорна основа сходить до 9-10 століть, а літературна переробка — до 11-12 століття.
Поема являє собою складне поєднання візантійської фольклорної творчості та християнської наукової, стилістично витонченої поезії. Складається з семи пісень і додатку. Написана характерним для візантійської світської та народної поезії п'ятнадцятискладом. Значне число збережених рукописних версій свідчить про велику популярність героя.
Давньоруський переклад поеми «Дигеніс Акріт» відомий як «Девгенієве діяння».
Новогрецька література розбудовувалась упродовж тривалого часу у складних історичних умовах, що відчутно змінювали суспільне і культурне життя країни. Історію новогрецької літератури поділяють на чотири великі періоди. Перший період тривав від Х ст. н. е. до захоплення Османською імперією Константинополя в 1453 р. Саме за тих часів у ХІІ ст. з'являється «Епос про Дигеніса Акрита».
Дотепер знайдено шість рукописних версій епосу «Василій Дигеніс Акрит». Ескоріальський рукопис було знайдено у 1904 р. в бібліотеці монастиря Ескоріаль. У 1941, Трапезундський рукопис зберігався в монастирі Сумела на території Понту. Андроафінський рукопис, який наразі зберігається в Афінській національній бібліотеці знайшли на острові Андрос у 1878 р. Гроттаферратський рукопис зберігається у Гроттаферратському монастирі в Італії. Оксфордський рукопис був знайдений Спіросом Ламбросом. Андроський рукопис наразі зберігається в колекції рукописів Салоніцького університету. Цей прозовий переказ було написано Мелетіосом Властосом (Μελέτιος Βλαστός) у 1623 р. і знайдено на острові Андрос Димітрисом Пасхалісом (Δ. Π. Πασχάλης), який і надрукував його в 1928 р. З вищеназваних рукописів найцікавішим й найдостовірнішим вважають рукопис, знайдений в монастирі Ескоріаль.
Середньогрецький епос «Дигеніс Акрит» належить до світової класики і є визначним початковим пунктом, точкою відліку, за Т. М. Чернишовою, літератури Нової Греції. Василь Степаненко Степаненко Василь Іванович#cite note-8, лауреат премії в галузі перекладу ім. Максима Рильського 2016 р. за поему «Еротокрит» (із списку ЮНЕСКО — 300 кращих світових творів), що також належить до середньовіччя, переклав першо джерело"Дигеніса Акрита" (Аскоріальський) українською мовою.

## Сюжет

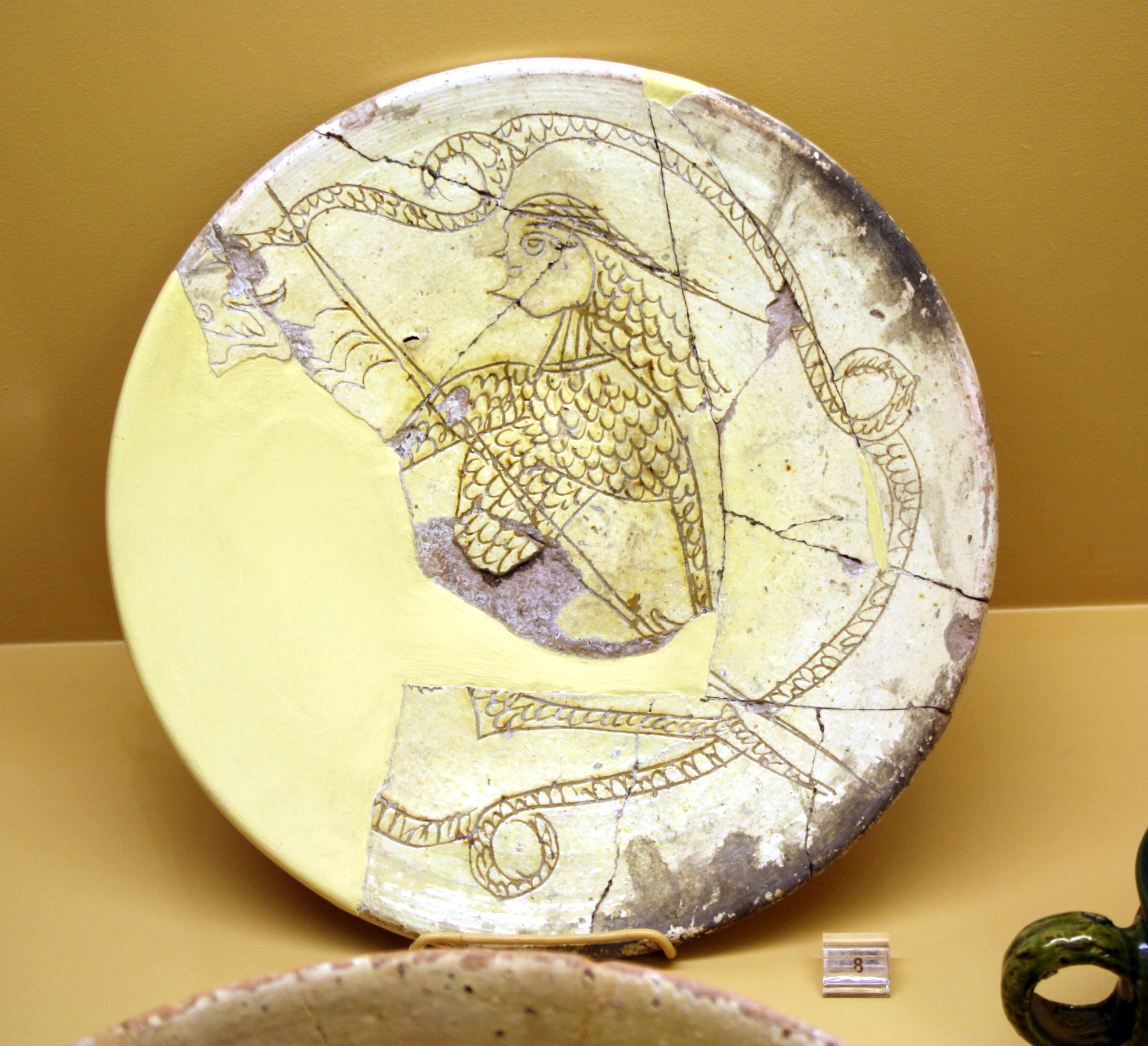
Дігеніс Акрит бореться зі змією, візантійська посудина, музей Афінської агори, Стоа Аталлуса

Перша пісня присвячена розповіді про батьків Акрита. В одному з воєнних походів до Малої Азії емір Мусур бере в полон доньку візантійського стратига із шляхетного візантійського роду Дуків. П’ятеро братів полонянки рушають до еміра за наказом матері.
| "І гуркоти, ні туркоти тебе хай не тривожать, і не страхайся смерті більш, ніж матері прокльонів; остерігайся матері проклять – не ран і болю. Коли сіктимуть на шматки, також не ізганьбися. 4 Якщо п’ятьох уб’ють, тоді хай з нею роблять будь що. 6 Свою рішучість протистав відважності еміра. Обидві руки збережи, і Бог нам допоможе». Емір усівся на коня й помчав йому назустріч. Чубарий кінь на лобі мав у формі зірки мітку; 10 поверху мітки зірочка із золота блищала, всі четверо копит були обуті в чисте срібло, і кінь його підкований був цвяхами із срібла, натертий миром хвіст коня перлина прикрашала". Тут і далі переклад В. Степаненка |
У другій пісні Дигеніс уперше зустрічається з апелатами, про звитягу яких він багато чув. Він вирушає в гори, щоб знайти цих славетних воїнів.
"Василій, славний палікар, сміливий і відважний, 622/623 дізнався про розбійників поштивих і хоробрих, котрі в ущелинах всякчас творили різні справи, 625 тож якось він надумався розбійників провідать.
Третя пісня розпочинається з міркувань про силу й непереможність кохання та згадувань про походження Дигеніса:
"Тож батько був його емір, і звали його Мусур, він виростав у Сирії, в самому Вавилоні, і через те, що мужній був, до того ще і мудрий, 725 поважні старці Сирії, рішили між собою порадити султанові зробить його еміром".
У четвертій пісні йдеться про деякі з подвигів Дигеніса.
І знову Змій своїм хвостом махнув переді мною і закричав, аби мене добряче налякати: «Тебе не хочу зовсім знать, Акрите; і змагатись тим більш не хочу, бо якраз зібрались на крадіжку, 1105 юначе, прийде час, коли твою кохану вкраду, ти через свій юнацький жар життя своє утратиш».
У п’ятій пісні поет оспівує Дигенісову славу, яка примусила багатьох арабів, емірів, апелатів та інших ворогів і зловмисників принишкнути на довгі часи.
У шостій пісні йдеться про смерть Дигеніса
В епілозі Дигеніс промовляє останні слова і знову звертається до дружини:
На сльози не звертай, Христе, тієї, що благає, журбу не навівай мені з небес, звідкіль нас бачиш, а краще душу забери, перш ніж усе це стане, ти словом здатний все зробить, тобі усе під силу». 1860 Вона казала ці слова, сама ж ридала ридма, на Дигеніса дивлячись, котрий вмирать збирався. Нестерпний біль її долав, терпіть було не сила, від горя, що звалилося на неї, враз зімліла, й, на землю валячись, вона раптово дух спустила, 1865 ніколи не доводилось так сильно їй страждати, вони обоє в одну мить пішли із цього світу.

## Історичність персонажів
До кінця 19 століття головний герой поеми й описувані в ній події вважалися історично достовірними: їх відносили до часу правління візантійського імператора Романа I Лакапіна. На сучасному етапі доведена фольклорність образу самого Дігеніса, хоча окремі історичні деталі створюють колорит доби 9-10 століть. Це переважно побутові реалії, які малюють домашній устрій і військові походи знатного візантійського вельможі. Згадана майже вся територія, порушена зіткненнями арабських і ромейських військ під час походу Никифора II Фоки в 965-968 роках.